# Significant Other
Significant Other (englisch für „Bezugsperson“) ist das zweite Studioalbum der US-amerikanischen Nu-Metal-Band Limp Bizkit. Es erschien am 22. Juni 1999 über die Labels Interscope Records und Flip Records. Als Singles wurden die Titel Nookie, Re-Arranged, N 2 Gether Now und Break Stuff ausgekoppelt.

## Musikstil und Kontroverse
Das Album knüpft an den Stil von Three Dollar Bill, Yall$ an, der zum Nu Metal gezählt wird. Im Vergleich zum Vorgänger ist Significant Other jedoch von melodischeren Abschnitten und einer weniger aggressiven Melodik geprägt. Die Titel handeln vor allem von Fred Durst und seiner langjährigen Freundin und daher ist das Album – aufgrund des Verlaufes der Beziehung – wie der Vorgänger von einer depressiven Grundstimmung geprägt. Dem Outro ist ein ungefähr fünf Minuten langer Hidden Track angehängt.
Einige Songs wurden zum Teil kontrovers diskutiert, da sowohl Öffentlichkeit als auch Presse sie für die Ausschreitungen beim Woodstock-III-Festival im Juli 1999 verantwortlich machten. So vergewaltigten mehrere Männer eine Frau während des Auftritts von Limp Bizkit direkt vor der Bühne. In der Simpsons-Episode Wird Marge verrückt gemacht wird der Titel Show Me What You Got des Albums im Bezug auf jenes Festival gespielt.

## Covergestaltung
Das Albumcover zeigt eine Comicfigur, die ein Mikrofon in der Hand hält und ein rotes Baseballcap trägt. Im Hintergrund sind Hochhäuser zu erkennen und rechts unten im Bild befinden sich die orange-roten Schriftzüge Limp Bizkit sowie significant other.

## Gastbeiträge
Auf vier Titeln des Albums sind neben Limp Bizkit weitere Künstler zu hören. So sind die Sänger Jonathan Davis (von Korn) und Scott Weiland (von Stone Temple Pilots) auf dem Song Nobody Like You vertreten, während der Rapper Method Man einen Gastauftritt bei N 2 Gether Now hat. No Sex ist eine Zusammenarbeit mit Aaron Lewis, dem Sänger der Band Staind. Außerdem sind auf Hidden Tracks nach dem Outro Matt Pinfield und Les Claypool zu hören.

## Titelliste
| #  | Titel                  | Gastbeiträge                  | Länge |
| -- | ---------------------- | ----------------------------- | ----- |
| 1  | Intro                  |                               | 0:37  |
| 2  | Just Like This         |                               | 3:35  |
| 3  | Nookie                 |                               | 4:49  |
| 4  | Break Stuff            |                               | 2:47  |
| 5  | Re-Arranged            |                               | 5:54  |
| 6  | I’m Broke              |                               | 3:59  |
| 7  | Nobody Like You        | Jonathan Davis, Scott Weiland | 4:20  |
| 8  | Don’t Go Off Wandering |                               | 4:00  |
| 9  | 9 Teen 90 Nine         |                               | 4:36  |
| 10 | N 2 Gether Now         | Method Man                    | 4:49  |
| 11 | Trust?                 |                               | 4:59  |
| 12 | No Sex                 | Aaron Lewis                   | 3:54  |
| 13 | Show Me What You Got   |                               | 4:27  |
| 14 | A Lesson Learned       |                               | 2:40  |
| 15 | Outro                  | Matt Pinfield, Les Claypool   | 7:17  |

Weitere Songs, die zur Zeit der Albumproduktion entstanden:
- Hell of a Band (mit Les Claypool)
- Prop the DJ (mit Les Claypool)
- Turn Me Loose (mit Eminem)
- Don’t Remember / No Control
- Instrumental
- Don’t Go Off Wandering (mit Serj Tankian) (Demoaufnahme)

## Rezeption
| Professionelle Bewertungen | Professionelle Bewertungen |
| -------------------------- | -------------------------- |
| Kritiken                   |                            |
| Quelle                     | Bewertung                  |
| laut.de                    | [ 2 ]                      |
| Rolling Stone              | [ 3 ]                      |
| Allmusic                   | [ 4 ]                      |

Martin Mengele von laut.de bewertete das Album mit drei von möglichen fünf Punkten und bezeichnete es als „stimmige und tanzbare Pimprock-Platte mit echtem Underground-Charakter“. Es sei „ein recht würdiger Nachfolger für das 97er-Debut, das alle Zweifler zum Schweigen [bringen] und alle Gegner in Gläubige verwandeln könnte.“
Bei den Grammy Awards 2000 wurde Significant Other in der Kategorie Best Rock Album nominiert, unterlag jedoch Supernatural von Santana.

## Singleauskopplungen
Als erste Single wurde am 15. Juni 1999 der Song Nookie ausgekoppelt. Er erreichte Platz 80 in den US-amerikanischen Charts und konnte sich elf Wochen in den Top 100 halten. Die folgenden Singles Re-Arranged und N 2 Gether Now konnten sich ebenfalls nur in den Vereinigten Staaten in den Charts platzieren. Dagegen erreichte die letzte Single Break Stuff, die in Europa zusammen mit N 2 Gether Now als Doppel-A-Single veröffentlicht wurde, in Deutschland Rang 42 und hielt sich zehn Wochen in den Top 100.

## Kommerzieller Erfolg

### Chartplatzierungen
Significant Other stieg am 26. Juli 1999 auf Platz 51 in die deutschen Albumcharts ein und erreichte erst am 14. August 2000 mit Rang 13 die Höchstposition. Insgesamt hielt sich das Album mit Unterbrechungen 60 Wochen in den Top 100. Besonders erfolgreich war das Album in den Vereinigten Staaten, wo es Platz 1 belegte und sich 103 Wochen in den Charts halten konnte. Ebenfalls die Top 10 erreichte der Tonträger in Neuseeland (Rang 4), Australien (Position 5), Österreich (Platz 7) und Belgien (Rang 7).
| ChartsChartplatzierungen       | Höchstplatzierung | Wochen |
| ------------------------------ | ----------------- | ------ |
| Deutschland (GfK)              | 13 (60 Wo.)       | 60     |
| Österreich (Ö3)                | 7 (48 Wo.)        | 48     |
| Schweiz (IFPI)                 | 38 (21 Wo.)       | 21     |
| Vereinigte Staaten (Billboard) | 1 (103 Wo.)       | 103    |
| Vereinigtes Königreich (OCC)   | 10 (47 Wo.)       | 47     |

| ChartsJahrescharts (2000) | Platzierung |
| ------------------------- | ----------- |
| Deutschland (GfK)         | 41          |
| Österreich (Ö3)           | 29          |

### Auszeichnungen für Musikverkäufe
Significant Other erhielt in Deutschland im Jahr 2000 für mehr als 250.000 verkaufte Exemplare eine Goldene Schallplatte. In Österreich und der Schweiz wurde es ebenfalls jeweils mit Gold ausgezeichnet, während es im Vereinigten Königreich eine Platin-Schallplatte erhielt. Am meisten verkaufte sich das Album in den Vereinigten Staaten, wo es für über sieben Millionen Verkäufe mit 7-fach-Platin ausgezeichnet wurde. Zudem bekam das Album für mehr als eine Million verkaufte Exemplare in Europa Platin. Die weltweiten Verkaufszahlen belaufen sich somit auf über neun Millionen Exemplare.
| Land/Region                  | Auszeichnungen für Musikverkäufe (Land/Region, Auszeichnung, Verkäufe) | Verkäufe  |
| ---------------------------- | ---------------------------------------------------------------------- | --------- |
| Argentinien (CAPIF)          | Gold                                                                   | 20.000    |
| Australien (ARIA)            | 2× Platin                                                              | 140.000   |
| Belgien (BRMA)               | Gold                                                                   | (25.000)  |
| Deutschland (BVMI)           | Gold                                                                   | (250.000) |
| Europa (IFPI)                | Platin                                                                 | 1.000.000 |
| Japan (RIAJ)                 | Gold                                                                   | 100.000   |
| Kanada (MC)                  | 6× Platin                                                              | 600.000   |
| Mexiko (AMPROFON)            | Platin                                                                 | 150.000   |
| Neuseeland (RMNZ)            | 3× Platin                                                              | 45.000    |
| Niederlande (NVPI)           | Platin                                                                 | (80.000)  |
| Österreich (IFPI)            | Gold                                                                   | (25.000)  |
| Schweiz (IFPI)               | Gold                                                                   | (25.000)  |
| Vereinigte Staaten (RIAA)    | 7× Platin                                                              | 7.000.000 |
| Vereinigtes Königreich (BPI) | Platin                                                                 | (300.000) |
| Insgesamt                    | 6× Gold · 22× Platin ·                                                 | 9.055.000 |

Hauptartikel: Limp Bizkit/Auszeichnungen für Musikverkäufe